# Michael Zullo
Michael Anthony Zullo (Brisbane, 11 settembre 1988) è un ex calciatore australiano di origini italiane, di ruolo difensore o centrocampista.

## Palmarès

### Club

#### Competizioni nazionali
- Premier's Plate: 3

Sydney FC: 2016-2017, 2017-2018, 2019-2020
- Campionato australiano: 2

Sydney FC: 2016-2017, 2018-2019
- FFA Cup: 1

Sydney FC: 2017

## Statistiche

### Cronologia presenze e reti in nazionale
| Cronologia completa delle presenze e delle reti in nazionale ― Australia | Cronologia completa delle presenze e delle reti in nazionale ― Australia | Cronologia completa delle presenze e delle reti in nazionale ― Australia | Cronologia completa delle presenze e delle reti in nazionale ― Australia | Cronologia completa delle presenze e delle reti in nazionale ― Australia | Cronologia completa delle presenze e delle reti in nazionale ― Australia | Cronologia completa delle presenze e delle reti in nazionale ― Australia | Cronologia completa delle presenze e delle reti in nazionale ― Australia |
| Data                                                                     | Città                                                                    | In casa                                                                  | Risultato                                                                | Ospiti                                                                   | Competizione                                                             | Reti                                                                     | Note                                                                     |
| ------------------------------------------------------------------------ | ------------------------------------------------------------------------ | ------------------------------------------------------------------------ | ------------------------------------------------------------------------ | ------------------------------------------------------------------------ | ------------------------------------------------------------------------ | ------------------------------------------------------------------------ | ------------------------------------------------------------------------ |
| 28-1-2009                                                                | Giacarta                                                                 | Indonesia                                                                | 0 – 0                                                                    | Australia                                                                | Qual. Coppa d'Asia 2011                                                  | -                                                                        | 74’                                                                      |
| 5-3-2009                                                                 | Canberra                                                                 | Australia                                                                | 0 – 1                                                                    | Kuwait                                                                   | Qual. Coppa d'Asia 2011                                                  | -                                                                        | 10’ 68’                                                                  |
| 5-6-2011                                                                 | Adelaide                                                                 | Australia                                                                | 3 – 0                                                                    | Nuova Zelanda                                                            | Amichevole                                                               | -                                                                        | 69’                                                                      |
| 7-6-2011                                                                 | Melbourne                                                                | Australia                                                                | 0 – 0                                                                    | Serbia                                                                   | Amichevole                                                               | -                                                                        | 46’                                                                      |
| 10-8-2011                                                                | Cardiff                                                                  | Galles                                                                   | 1 – 2                                                                    | Australia                                                                | Amichevole                                                               | -                                                                        | 57’ 83’                                                                  |
| 6-9-2011                                                                 | Riyad                                                                    | Arabia Saudita                                                           | 1 – 3                                                                    | Australia                                                                | Qual. Mondiali 2014                                                      | -                                                                        | 64’ 79’                                                                  |
| 7-10-2011                                                                | Canberra                                                                 | Australia                                                                | 5 – 0                                                                    | Malaysia                                                                 | Amichevole                                                               | -                                                                        | 69’                                                                      |
| 11-10-2011                                                               | Sydney                                                                   | Australia                                                                | 3 – 0                                                                    | Oman                                                                     | Qual. Mondiali 2014                                                      | -                                                                        | 87’                                                                      |
| 15-11-2011                                                               | Bangkok                                                                  | Thailandia                                                               | 0 – 1                                                                    | Australia                                                                | Qual. Mondiali 2014                                                      | -                                                                        |                                                                          |
| 6-2-2013                                                                 | Malaga                                                                   | Romania                                                                  | 3 – 2                                                                    | Australia                                                                | Amichevole                                                               | -                                                                        |                                                                          |
| Totale                                                                   |                                                                          | Presenze                                                                 | 10                                                                       |                                                                          | Reti                                                                     | 0                                                                        |                                                                          |